# Antagonisty receptora angiotensyny II

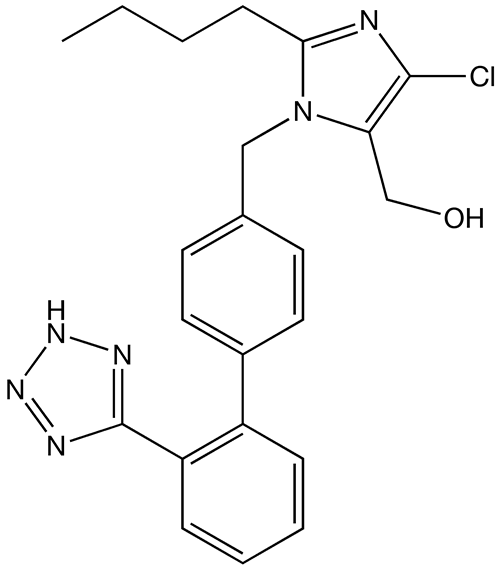
Losartan, pierwszy antagonista receptora angiotensyny II

Antagonisty receptora angiotensyny II, sartany, ARB (z ang. angiotensin receptor blockers)  – grupa leków stosowanych w terapii nadciśnienia tętniczego, o wspólnym mechanizmie działania polegającym na blokowaniu receptora angiotensynowego typu 1 (AT1). 

## Mechanizm działania
Zablokowanie receptora AT1 uniemożliwia działanie angiotensyny II uwalnianej przez układ renina–angiotensyna–aldosteron i doprowadza do zablokowania rozwoju objawów uzależnionych od biologicznego działania angiotensyny, polegających na skurczu naczyń krwionośnych, retencji sodu i płynów w organizmie (zależnego od aldosteronu), co z kolei powoduje wzrost oporu następczego i przerost lewej komory serca. Angiotensyna II zwiększa też ekspresję inhibitora aktywatora plazminogenu, co zmniejsza potencjał fibrynolityczny osocza i prowadzi do progresji zmian miażdżycowych.
W odróżnieniu od inhibitorów enzymu konwertującego, leki te nie wpływają na stężenie bradykininy (co przejawia się chociażby brakiem kaszlu po zastosowaniu leków tej grupy u niektórych osób); powodują także zwiększenie poziomu angiotensyny II w surowicy krwi.
W badaniach na zwierzętach wykazano jednak, że szkodliwe działanie angiotensyny II na organizm nie zależy bezpośrednio od jej stężenia, lecz od pobudzenia receptora AT1 (a sartany właśnie ten receptor blokują).
Zablokowanie receptora AT1 hamuje biologiczne działanie angiotensyny na narządy, co przejawia się:
- zmniejszeniem procesów włóknienia mięśnia sercowego po epizodach niedokrwienia (co powoduje mniejszy przerost serca)
- hamowaniem uwalniania przez fibroblasty czynnika wzrostu transformującego typu β (TGF-β)
- zmniejszeniem wazokonstrykcji.

Zwiększony poziom angiotensyny powoduje natomiast pobudzenie receptora angiotensyny typu 2 (AT2), co prowadzi do:
- zwiększenia działania antymitogennego
- zwiększenia wydzielania tlenku azotu, eikozanoidów, kinin
- wazodylatacji
- nasilenia apoptozy.

## Zastosowanie medyczne
Zgodnie rekomendacjami Europejskiego Towarzystwa Kardiologicznego z roku 2016 stosowanie sartanów jest korzystne tylko jako leczenie alternatywne u wybranych pacjentów, dla których inne leki okazały się nieodpowiednie. Wynika to z możliwości wystąpienia poważnych efektów ubocznych. Zaleca się na przykład ich podawanie w celu obniżenia ryzyka niewydolności serca w przypadkach, gdy pacjent nie toleruje inhibitorów konwertazy angiotensyny. Należy podawać je wówczas łącznie z  beta-blokerami i blokerami receptora aldosteronowego (MRA). Można je także włączyć do leczenia u pacjentów nietolerujących MRA, których stan nie poprawia się po podaniu beta-blokerów.
Aktualnie zarejestrowane są następujące sartany:
- losartan
- walsartan
- kandesartan
- telmisartan
- irbesartan
- eprosartan
- olmesartan.

Wskazaniem do stosowania sartanów jest nadciśnienie tętnicze, zwłaszcza współistniejące z:
- niewydolnością serca
- cukrzycą
- mikroalbuminurią lub białkomoczem
- cukrzycową chorobą nerek
- przerostem lewej komory serca

oraz w przypadku wystąpienia skutków ubocznych podczas stosowania inhibitorów enzymu konwertującego.
W wielu badaniach klinicznych, na przykład LIFE, SCOPE, VALUE, EUTOPIA, OPTIMAAL, wykazano także korzystny wpływ sartanów:
- zmniejszanie ryzyka rozwoju niewydolności serca
- zmniejszanie ryzyka rozwoju niewydolności nerek u chorych na nadciśnienie tętnicze i cukrzycę (działanie nefroprotekcyjne)
- zmniejszanie ryzyka udaru mózgu.

Sartany są stosowane jako pojedyncze leki (jest to tak zwana monoterapia), jak również w połączeniu z innymi lekami przeciwnadciśnieniowymi. Badania (CALM, CHARM) wykazały większą skuteczność podwójnej blokady układu renina–angiotensyna–aldosteron, polegającej na jednoczesnym podawaniu inhibitorów enzymu konwertującego (ACEI) i sartanów, niż przy poszczególnych lekach w monoterapii. Nowsze badania wykazały jednak, że równoczesne stosowanie dwóch typów inhibitorów wiąże się z większym ryzykiem wystąpienia schyłkowej niewydolności nerek, dlatego takie kojarzenie farmaceutyków jest niezalecane (w roku 2013 była to jedyna niewskazana kombinacja sartanów z innymi lekami obniżającymi ciśnienie). Preferuje się natomiast łączenie sartanów z diuretykami tiazydowymi i antagonistami wapnia.